# Protokollarische Rangordnung in der Volksrepublik China

## Protokollarische Rangordnung in der Volksrepublik China
Die protokollarische Rangordnung in der Volksrepublik China definiert die Hierarchie und den relativen Einfluss innerhalb der chinesischen Regierung und der Kommunistischen Partei Chinas (KPCh). Diese Rangordnung ist von zentraler Bedeutung für die Ausübung staatlicher und parteilicher Funktionen und prägt die politische Machtstruktur des Landes. Im Folgenden wird die oberste Ebene dieser Rangordnung zusammengefasst:

### Mitglieder des Ständigen Ausschusses des Politbüros
Der Ständige Ausschuss des Politbüros ist das höchste Entscheidungsgremium der KPCh und umfasst die mächtigsten politischen Persönlichkeiten Chinas. Zu den Mitgliedern gehören:
- Generalsekretär der KPCh: Der Generalsekretär ist die höchste Position innerhalb der KPCh und leitet die Partei. Der derzeitige Generalsekretär ist Xi Jinping.
- Staatspräsident der Volksrepublik China: Das Staatsoberhaupt Chinas, derzeit Xi Jinping, hat repräsentative Funktionen und spielt eine zentrale Rolle in der Staatsführung.
- Premierminister der Volksrepublik China: Der Premierminister ist der Regierungschef, verantwortlich für die Verwaltung und Umsetzung der staatlichen Richtlinien. Derzeit bekleidet Li Qiang dieses Amt.
- Vorsitzender der Zentralen Militärkommission: Diese Position kontrolliert die Streitkräfte Chinas und wird ebenfalls von Xi Jinping besetzt, was seine Machtposition weiter stärkt.[1]

### Der Vizepräsident der Volksrepublik China
Der Vizepräsident unterstützt den Staatspräsidenten bei seinen Aufgaben und kann spezielle Zuständigkeiten übernehmen. Der derzeitige Vizepräsident ist Han Zheng.

### Übrige Mitglieder des Politbüros
Das Politbüro umfasst neben dem Ständigen Ausschuss weitere hochrangige Mitglieder der KPCh, die eine bedeutende Rolle in der politischen Entscheidungsfindung und Verwaltung Chinas spielen.

### Ehemalige Partei- und Staatsführer
Ehemalige Führungspersönlichkeiten, die einst hohe Ämter in Partei und Staat innehatten, genießen weiterhin großen Respekt und können erheblichen Einfluss auf die Politik ausüben, auch wenn sie keine aktiven politischen Rollen mehr haben.

### Mitglieder des Sekretariats der Kommunistischen Partei Chinas
Das Sekretariat unterstützt das Politbüro bei der Durchführung der täglichen Parteiarbeit und der Umsetzung politischer Richtlinien. Die Mitglieder des Sekretariats spielen eine wichtige Rolle in der administrativen Führung der KPCh.

### Parteichefs und Gouverneure der Provinzen
Die Parteichefs und Gouverneure der chinesischen Provinzen sind für die regionale Verwaltung und die Umsetzung der zentralen Regierungsrichtlinien in ihren jeweiligen Gebieten verantwortlich. Sie haben erheblichen Einfluss auf die regionale Politik und tragen zur Stabilität und Kontrolle der Zentralregierung bei.

## Bedeutung der Rangordnung
Die protokollarische Rangordnung reflektiert die Machtverteilung und die zentralisierte Kontrolle in der Volksrepublik China. Sie zeigt die dominierende Rolle der KPCh und die Konzentration der Macht in den Händen einer kleinen Gruppe von Spitzenpolitikern. Diese Struktur ermöglicht eine effektive Durchsetzung der politischen und ökonomischen Ziele der Regierung, wobei die KPCh die zentrale Steuerungseinheit bleibt.